# William Jay
William Jay, född 1789 i New York, död 1858 i Bedford, New York, var en amerikansk domare och filantrop, son till guvernören John Jay, far till advokaten John Jay.
Jay var 1818-43 domare i staten New York, uppträdde redan 1819 emot slaveriets utsträckning till nytt land och tog 1833 ledande andel i stiftandet av Amerikanska antislaverisällskapet.
Jay uppträdde även i en mängd broschyrer för de färgades intressen, var en av de ledande i Amerikanska bibelsällskapet och verkade ivrigt för nykterhets- och missionssträvanden, söndagsskolor och så vidare. 
I skriften War and peace (1848) gjorde han ett uppmärksammat inlägg för internationella skiljedomsfördrag och blev en av fredsrörelsens märkesmän i Förenta staterna.
Han utgav 1833 en biografi över fadern, Life and writings of John Jay.